# Stethynium immaculatum
Stethynium immaculatum är en stekelart som beskrevs av Girault 1924. Stethynium immaculatum ingår i släktet Stethynium och familjen dvärgsteklar. Inga underarter finns listade i Catalogue of Life.